# Campeonato Juvenil de la AFC 2006
El Campeonato Juvenil de la AFC 2006 se jugó del 29 de octubre al 12 de noviembre en la India con la participación de 16 selecciones juveniles de Asia.
Corea del Norte venció en la final a Japón para ganar el título por segunda ocasión.

## Participantes
| - Australia - China - India - Irán - Irak - Japón - Jordania - Corea del Norte | - Corea del Sur - Kirguistán - Malasia - Arabia Saudita - Tayikistán - Tailandia - Emiratos Árabes Unidos - Vietnam |

## Fase de grupos

### Grupo A
| País          | Pts | J | G | E | P | GF | GC | GD  |
| ------------- | --- | - | - | - | - | -- | -- | --- |
| Corea del Sur | 9   | 3 | 3 | 0 | 0 | 13 | 0  | +13 |
| Jordania      | 4   | 3 | 1 | 1 | 1 | 3  | 5  | -2  |
| Kirguistán    | 2   | 3 | 0 | 2 | 1 | 1  | 8  | -7  |
| India         | 1   | 3 | 0 | 1 | 2 | 3  | 7  | -4  |

| 29 de octubre de 2006 | Corea del Sur                    | 3 - 0 | Jordania | Salt Lake Stadium, Calcuta                         |                                                    |
|                       | Young-Sung 14' 61' · Sang-ho 46' |       |          | Asistencia: 500 espectadores Árbitro(s): Nishimura | Asistencia: 500 espectadores Árbitro(s): Nishimura |

| 29 de octubre de 2006 | India               | 1 - 1 | Kirguistán | Salt Lake Stadium, Calcuta                     |                                                |
|                       | Bhowmick 71' (pen.) |       | Amirov 44' | Asistencia: 600 espectadores Árbitro(s): Torky | Asistencia: 600 espectadores Árbitro(s): Torky |

| 31 de octubre de 2006 | Jordania                      | 3 - 2 | India                       | Salt Lake Stadium, Calcuta                       |                                                  |
|                       | Abu Salim 33' · Nofal 64' 87' |       | Cardozo 25' · Matondkar 77' | Asistencia: 250 espectadores Árbitro(s): Irmatov | Asistencia: 250 espectadores Árbitro(s): Irmatov |

| 31 de octubre de 2006 | Kirguistán | 0 - 7 | Corea del Sur                                                                     | Salt Lake Stadium, Calcuta                         |                                                    |
|                       |            |       | Sang-ho 5' 63' · Young-Rok 13' 50' 71' (pen.) · Miagkih 20' (a.g.) · Hyun-Bem 84' | Asistencia: 300 espectadores Árbitro(s): Nishimura | Asistencia: 300 espectadores Árbitro(s): Nishimura |

| 2 de noviembre de 2006 | Corea del Sur                                    | 3 - 0 | India | Salt Lake Stadium, Calcuta                     |                                                |
|                        | Young-Sung 76' · Jin-Hyung 84' · Young-Rok 90+2' |       |       | Asistencia: 500 espectadores Árbitro(s): Basma | Asistencia: 500 espectadores Árbitro(s): Basma |

| 2 de noviembre de 2006 | Kirguistán | 0 - 0 | Jordania | Municipal Corporation Stadium, Calcuta             |  |
|                        |            |       |          | Asistencia: 1,000 espectadores Árbitro(s): Irmatov |  |

### Grupo B
| País      | Pts | J | G | E | P | GF | GC | GD |
| --------- | --- | - | - | - | - | -- | -- | -- |
| China     | 9   | 3 | 3 | 0 | 0 | 4  | 1  | +3 |
| Australia | 6   | 3 | 2 | 0 | 1 | 5  | 2  | +3 |
| Tailandia | 3   | 3 | 1 | 0 | 2 | 3  | 5  | -2 |
| UAE       | 0   | 3 | 0 | 0 | 3 | 2  | 6  | -4 |

| 30 de octubre de 2006 | China  | 1 - 0 | Australia | Salt Lake Stadium, Calcuta                      |                                                 |
|                       | Xu 65' |       |           | Asistencia: 300 espectadores Árbitro(s): Shaban | Asistencia: 300 espectadores Árbitro(s): Shaban |

| 30 de octubre de 2006 | Tailandia                  | 2 - 1 | UAE     | Salt Lake Stadium, Calcuta                     |                                                |
|                       | Dangda 46' · Donchui 90+4' |       | Ali 89' | Asistencia: 150 espectadores Árbitro(s): Basma | Asistencia: 150 espectadores Árbitro(s): Basma |

| 1 de noviembre de 2006 | Australia                            | 3 - 1 | Tailandia         | Salt Lake Stadium, Calcuta                     |                                                |
|                        | Burns 26' 90+2' · Vidosic 33' (pen.) |       | Phukom 40' (pen.) | Asistencia: 100 espectadores Árbitro(s): Torky | Asistencia: 100 espectadores Árbitro(s): Torky |

| 1 de noviembre de 2006 | UAE         | 1 - 2 | China               | Salt Lake Stadium, Calcuta                      |                                                 |
|                        | Mesmari 49' |       | Wang 6' (pen.), 46' | Asistencia: 100 espectadores Árbitro(s): Shaban | Asistencia: 100 espectadores Árbitro(s): Shaban |

|  | China    | 1 - 0 | Tailandia | Salt Lake Stadium, Calcuta                         |                                                    |
|  | Wang 78' |       |           | Asistencia: 500 espectadores Árbitro(s): Nishimura | Asistencia: 500 espectadores Árbitro(s): Nishimura |

| 3 de noviembre de 2006 | Australia        | 2 - 0 | UAE | Municipal Corporation Stadium, Calcuta             |                                                    |
|                        | Williams 14' 31' |       |     | Asistencia: 3,000 espectadores Árbitro(s): Irmatov | Asistencia: 3,000 espectadores Árbitro(s): Irmatov |

### Grupo C
| País            | Pts | J | G | E | P | GF | GC | GD |
| --------------- | --- | - | - | - | - | -- | -- | -- |
| Japón           | 6   | 3 | 2 | 0 | 1 | 7  | 2  | +5 |
| Corea del Norte | 6   | 3 | 2 | 0 | 1 | 6  | 2  | +4 |
| Irán            | 6   | 3 | 2 | 0 | 1 | 5  | 7  | -2 |
| Tayikistán      | 0   | 3 | 0 | 0 | 3 | 1  | 8  | -7 |

| 29 de octubre de 2006 | Japón                        | 2 - 0 | Corea del Norte | Sree Kanteerava Stadium, Bangalore                 |                                                    |
|                       | Kawahara 34' · Kashiwagi 82' |       |                 | Asistencia: 2,000 espectadores Árbitro(s): Ibrahim | Asistencia: 2,000 espectadores Árbitro(s): Ibrahim |

| 29 de octubre de 2006 | Irán                               | 3 - 1 | Tayikistán      | Sree Kanteerava Stadium, Bangalore                 |                                                    |
|                       | Goudarzi 55' · Chatrabgoon 60' 81' |       | Khamrakulov 10' | Asistencia: 3,000 espectadores Árbitro(s): Kunsuta | Asistencia: 3,000 espectadores Árbitro(s): Kunsuta |

| 31 de octubre de 2006 | Corea del Norte                                               | 5 - 0 | Irán | Sree Kanteerava Stadium, Bangalore                 |                                                    |
|                       | Jong Chol-Min 2' 10' · Kim Kum-Il 25' 47' · Ri Hung-Ryong 77' |       |      | Asistencia: 2,000 espectadores Árbitro(s): Mujghef | Asistencia: 2,000 espectadores Árbitro(s): Mujghef |

| 31 de octubre de 2006 | Tayikistán | 0 - 4 | Japón                                            | Sree Kanteerava Stadium, Bangalore                   |                                                      |
|                       |            |       | Morishima 8' 34' · Kashiwagi 57' · Morishige 68' | Asistencia: 2,000 espectadores Árbitro(s): Al Hilali | Asistencia: 2,000 espectadores Árbitro(s): Al Hilali |

| 2 de noviembre de 2006 | Japón       | 1 - 2 | Irán                            | Sree Kanteerava Stadium, Bangalore                |                                                   |
|                        | Umesaki 22' |       | Kamyabinia 52' · Ale-Khamis 72' | Asistencia: 1,500 espectadores Árbitro(s): Sarkar | Asistencia: 1,500 espectadores Árbitro(s): Sarkar |

| 2 de noviembre de 2006 | Corea del Norte    | 1 - 0 | Tayikistán | Bangalore Stadium, Bangalore                     |                                                  |
|                        | Pak Chol-Min 90+2' |       |            | Asistencia: 500 espectadores Árbitro(s): Mujghef | Asistencia: 500 espectadores Árbitro(s): Mujghef |

### Grupo D
| País           | Pts | J | G | E | P | GF | GC | GD |
| -------------- | --- | - | - | - | - | -- | -- | -- |
| Irak           | 7   | 3 | 2 | 1 | 0 | 8  | 3  | +5 |
| Arabia Saudita | 7   | 3 | 2 | 1 | 0 | 6  | 2  | +4 |
| Vietnam        | 3   | 3 | 1 | 0 | 2 | 3  | 6  | -3 |
| Malasia        | 0   | 3 | 0 | 0 | 3 | 1  | 7  | -6 |

| 30 de octubre de 2006 | Irak                           | 2 - 2 | Arabia Saudita            | Sree Kanteerava Stadium, Bangalore               |                                                  |
|                       | Abdul-Zahra 27' · Mohammed 82' |       | Kabee 9' · Al-Sahlawi 52' | Asistencia: 1,000 espectadores Árbitro(s): Huang | Asistencia: 1,000 espectadores Árbitro(s): Huang |

| 30 de octubre de 2006 | Malasia      | 1 - 2 | Vietnam                                     | Sree Kanteerava Stadium, Bangalore                |                                                   |
|                       | Zambri 45+1' |       | Bakhtiar 11' (a.g.) · Nguyen Quang Tình 63' | Asistencia: 1,000 espectadores Árbitro(s): Surkar | Asistencia: 1,000 espectadores Árbitro(s): Surkar |

| 1 de noviembre de 2006 | Arabia Saudita             | 2 - 0 | Malasia | Sree Kanteerava Stadium, Bangalore                 |                                                    |
|                        | Al-Sahlawi 13' · Ataif 60' |       |         | Asistencia: 1,000 espectadores Árbitro(s): Kunsuta | Asistencia: 1,000 espectadores Árbitro(s): Kunsuta |

| 1 de noviembre de 2006 | Vietnam                    | 1 - 3 | Irak                          | Sree Kanteerava Stadium, Bangalore                             |                                                                |
|                        | Nguyen Van Khai 75' (pen.) |       | Ali 11' · Abdul-Zahra 36' 81' | Asistencia: 2,000 espectadores Árbitro(s): Abdulhameed Ebrahim | Asistencia: 2,000 espectadores Árbitro(s): Abdulhameed Ebrahim |

| 3 de noviembre de 2006 | Irak                                       | 3 - 0 | Malasia | Sree Kanteerava Stadium, Bangalore                 |                                                    |
|                        | Khalaf 55' · Hussein 81' · Abdul-Zahra 83' |       |         | Asistencia: 500 espectadores Árbitro(s): Al Hilali | Asistencia: 500 espectadores Árbitro(s): Al Hilali |

| 3 de noviembre de 2006 | Arabia Saudita                           | 2 - 0 | Vietnam | Bangalore Stadium, Bangalore                     |                                                  |
|                        | J. Al-Bishi 13' (pen.) · M. Al-Bishi 90' |       |         | Asistencia: 1,000 espectadores Árbitro(s): Huang | Asistencia: 1,000 espectadores Árbitro(s): Huang |

## Fase final

### Cuartos de final
| 6 de noviembre de 2006 | Corea del Sur          | 2 - 1 | Australia    | Salt Lake Stadium, Calcuta                     |                                                |
|                        | Song Jin-Hyung 10' 36' |       | Grossman 18' | Asistencia: 600 espectadores Árbitro(s): Basma | Asistencia: 600 espectadores Árbitro(s): Basma |

| 6 de noviembre de 2006 | Japón                  | 2 - 1 | Arabia Saudita         | Sree Kanteerava Stadium, Bangalore                   |                                                      |
|                        | Kawahara 7' · Aoki 90' |       | J. Al-Bishi 81' (pen.) | Asistencia: 3,000 espectadores Árbitro(s): Al Hilali | Asistencia: 3,000 espectadores Árbitro(s): Al Hilali |

| 6 de noviembre de 2006 | China    | 1 - 2 | Jordania                        | Salt Lake Stadium, Calcuta                       |                                                  |
|                        | Yang 70' |       | Omran 33' · Abdullah 68' (pen.) | Asistencia: 150 espectadores Árbitro(s): Irmatov | Asistencia: 150 espectadores Árbitro(s): Irmatov |

| 6 de noviembre de 2006 | Irak | 0 - 2 | Corea del Norte                  | Sree Kanteerava Stadium, Bangalore                 |                                                    |
|                        |      |       | Kim Kum-Il 36' · Yun Yong-Il 67' | Asistencia: 3,000 espectadores Árbitro(s): Subrata | Asistencia: 3,000 espectadores Árbitro(s): Subrata |

### Semifinales
| 9 de noviembre de 2006 | Corea del Sur                          | 2 - 2 (a.e.t.) (2-3 pen.) | Japón                     | Salt Lake Stadium, Calcuta                       |                                                  |
|                        | Shim Young-Sung 1' · Kim Dong-Suk 111' |                           | Morishima 47' · Aoki 105' | Asistencia: 2,000 espectadores Árbitro(s): Torky | Asistencia: 2,000 espectadores Árbitro(s): Torky |

| 9 de noviembre de 2006 | Jordania | 0 - 1 | Corea del Norte | Salt Lake Stadium, Calcuta                        |                                                   |
|                        |          |       | Kim Kum-Il 38'  | Asistencia: 2,500 espectadores Árbitro(s): Surkar | Asistencia: 2,500 espectadores Árbitro(s): Surkar |

### Tercer lugar
| 12 de noviembre de 2006 | Corea del Sur                            | 2 - 0 | Jordania | Salt Lake Stadium, Calcuta                           |                                                      |
|                         | Shim Young-Sung 50' · Lee Chung-Yong 76' |       |          | Asistencia: 5,000 espectadores Árbitro(s): Al Hilali | Asistencia: 5,000 espectadores Árbitro(s): Al Hilali |

### Final
| 12 de noviembre de 2006 | Corea del Norte  | 1 - 1 (a.e.t.) (5-3 pen.) | Japón         | Salt Lake Stadium, Calcuta                         |                                                    |
|                         | Ri Chol-Myong 3' |                           | Kashiwagi 34' | Asistencia: 10,000 espectadores Árbitro(s): Shaban | Asistencia: 10,000 espectadores Árbitro(s): Shaban |

## Campeón
| Campeonato Juvenil de la AFC 2006 |
| --------------------------------- |
| Bandera de Corea del Norte        |
| Corea del Norte 2º Título         |

## Clasificados al Mundial Sub-20
| - Corea del Norte - Corea del Sur | - Japón - Jordania |